# Pristimantis nicefori
Espèce
Synonymes
- Eleutherodactylus nicefori Cochran & Goin, 1970

Statut de conservation UICN

 LC  : Préoccupation mineure
Pristimantis nicefori est une espèce d'amphibiens de la famille des Craugastoridae.

## Répartition
Cette espèce se rencontre entre 2 500 et 4 100 m d'altitude :
- dans la cordillère Orientale dans les départements de Santander, de Boyacá et de Norte de Santander en Colombie ;
- dans l'État de Táchira au Venezuela.

## Description
Le mâle holotype mesure 21,5 mm.

## Étymologie
Cette espèce est nommée en l'honneur de Hermano Nicéforo María.

## Publication originale
- Cochran & Goin, 1970 : Frogs of Colombia. United States National Museum Bulletin, vol. 288, p. 1-655 (texte intégral).